# 1345 Avenue of the Americas
1345 Avenue of the Americas, auch AllianceBernstein Building genannt, früher Burlington House, ist ein Wolkenkratzer in Manhattan in New York City.

## Beschreibung
Der Büroturm steht auf der Westseite der Avenue of the Americas, die auch als Sixth Avenue bezeichnet wird, zwischen der West 54th und 55th Street in Midtown Manhattan. Benachbarte Wolkenkratzer sind das Hotel New York Hilton Midtown im Süden und der 320 m hohe 53W53 schräg gegenüber im Osten. Westlich verläuft die Fußgängerpassage 6½ Avenue, dahinter steht das 2019 eröffnete Hotel Conrad New York Midtown. Nördlich stehen jenseits der 55th Street das Theater New York City Center und dahinter der Wohnturm CitySpire.
1345 Avenue of the Americas wurde von Emery Roth & Sons entworfen und von 1966 bis 1969 erbaut. Bauherr und Eigentümer ist das New Yorker Immobilienunternehmen Fisher Brothers. Das Gebäude ist 190,5 m (625 Fuß) hoch und hat 50 Etagen. Die vermietbare Bürofläche beträgt 178.291 m². Der fast quadratische massig wirkende Büroturm besitzt eine dunkle Glasfassade, an der sich schmale vertikale Pfeiler und Streben über die gesamte Höhe des Turms erstrecken. An der Sixth Avenue befindet sich ein von zwei Brunnen flankierter begrünter Vorplatz mit einer mittig platzierten Metallkugel-Skulptur. Zwischen dem Büroturm und dem westlich benachbarten Ziegfeld Theatre liegt mit dem „Fisher Park“ ein neuer öffentlicher und begrünter Platz mit Sitzgelegenheiten und dem großen Wandgemälde „Falcon Dreaming“. Er bietet für die Mitarbeiter und Gäste einen Moment der Ruhe und Erholung.
Nach seiner Fertigstellung im Jahr 1969 benannte man das Gebäude nach dem Textilhersteller Burlington Industries Burlington House. Später bekam es den Namen AllianceBernstein Building, nachdem hier die Vermögensverwaltungsgesellschaft AllianceBernstein seinen Hauptsitz einrichtete. 2021 verlegte das Unternehmen seinen Hauptsitz nach Nashville, bleibt aber weiterhin in New York hier und im Wolkenkratzer The Spiral präsent. Die Lobby wurde 1992 und der vordere Platz an der Sixth Avenue 2004 renoviert. Im Jahr 2021 erfuhr der Wolkenkratzer für 100 Millionen US-Dollar eine umfangreiche Modernisierung. Dazu gehörte auch die Neugestaltung des Vorplatzes und der neu angelegte Fisher Park. Der Wolkenkratzer zählt zu den 41 Gebäuden in New York, die 2019 eine eigene Postleitzahl (ZIP Code) erhielten. Der 1345 Avenue of the Americas wurde der ZIP Code „10105“ zugewiesen.

## Kultur
1345 Avenue of the Americas diente als Drehort für Szenen in den Spielfilmen Spider-Man 3 und Michael Clayton (beide 2007) sowie als Einspielung für die Unternehmenszentrale des fiktiven Unternehmens Dunder Mifflin in der Fernsehserie The Office (2005–2013). 

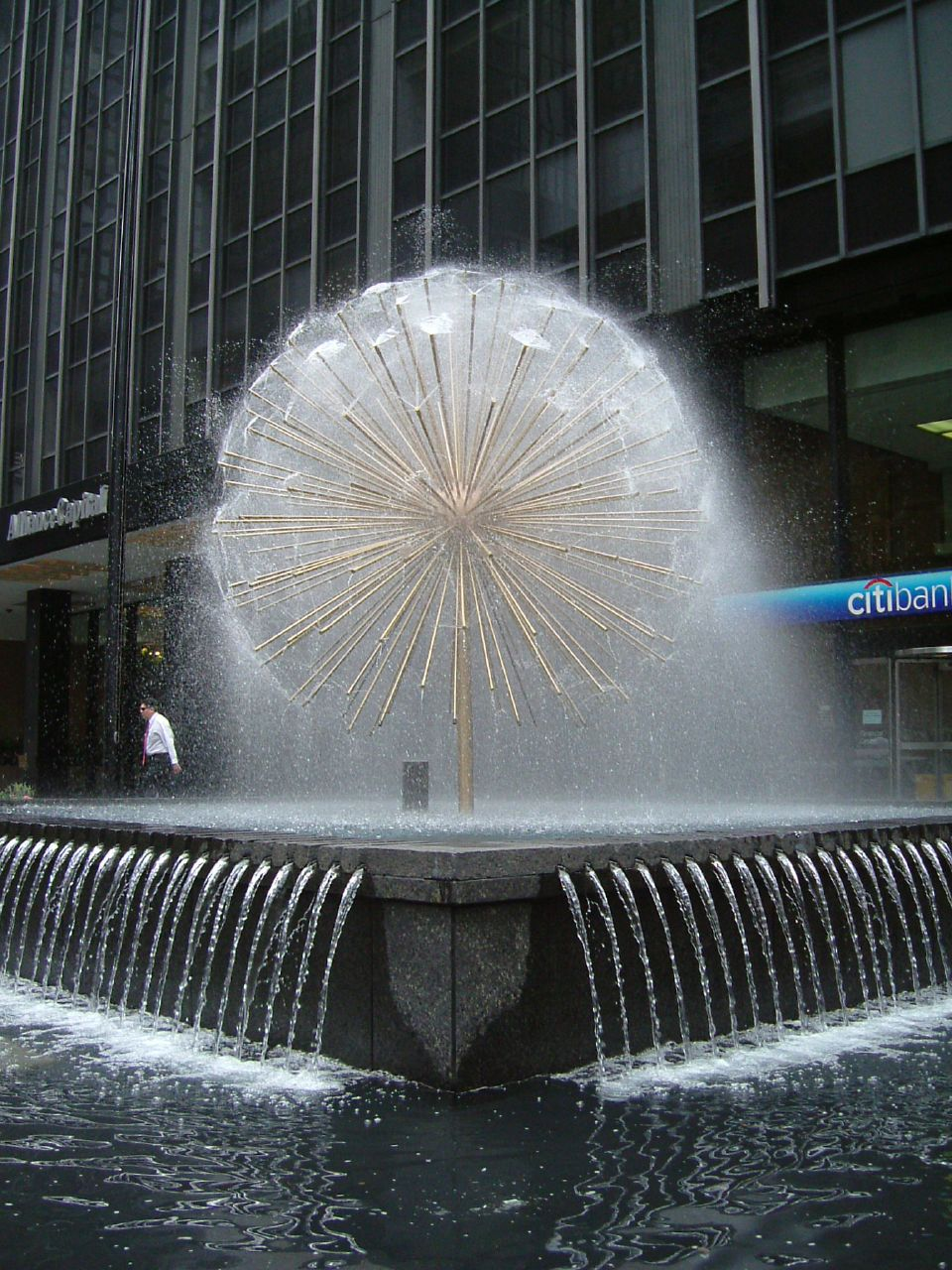
Burlington House oder Citibank Fountain im Jahr 2005, beide Brunnen wurden 2021 durch neue Brunnen ohne „Pusteblume“ ersetzt.